# Hino de Curitiba
O Hino de Curitiba é um dos símbolos oficiais da cidade, ao lado da bandeira e do brasão, oficializados pela lei municipal n° 2.993, no dia 11 de maio de 1967.
A primeira versão do hino da cidade foi composta por Benedito Nicolau dos Santos, no ano de 1928. Em março de 2015, esta versão foi executada na Camerata Antiqua de Curitiba.

## Letra
| “ | Cidade linda e amorosa da terra de Guairacá. Jardim luz, cheio de rosa Capital do Paraná. Pela ridente paisagem, Pela riqueza que encerra, Curitiba tem a imagem, Dum paraíso na terra. >>> | ” |

Trecho do Hino de Curitiba, escrito por Ciro Silva.